# Molophilus (Molophilus) pieltaini
Molophilus (Molophilus) pieltaini is een tweevleugelige uit de familie steltmuggen (Limoniidae). De soort komt voor in het Palearctisch gebied.